# Willi Lenz

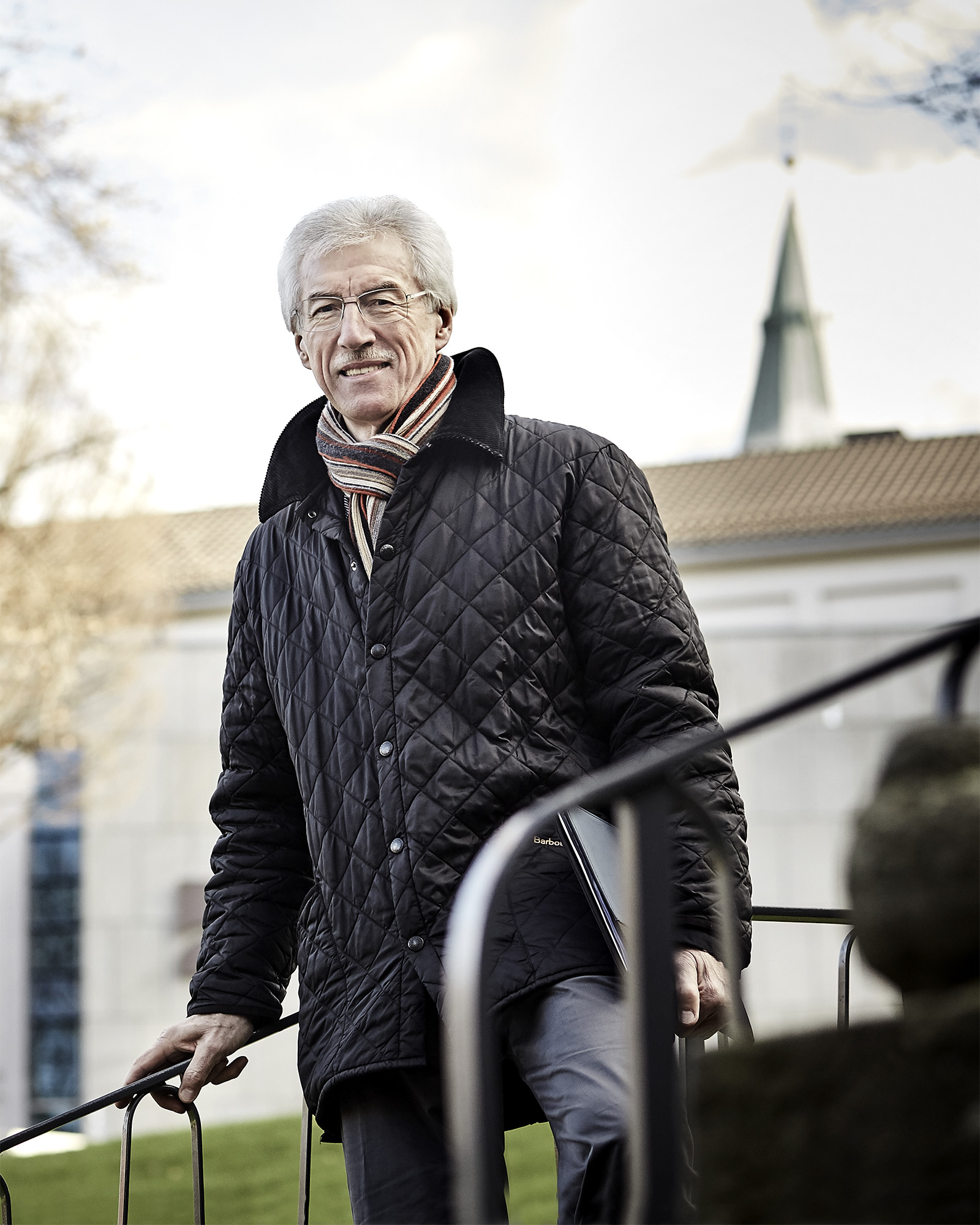
Willi Lenz im Jahre 2017

Wilhelm „Willi“ Lenz (* 15. Januar 1950 in Körbecke) ist ein Geschäftsführer und Sportfunktionär. Er war seit der Gründung der Paderborner Ahorn-Sportpark gGmbH 1983 bis zu seinem Renteneintrittsalter 2015 für diese hauptberuflich tätig.

## Leben und Beruf
Lenz wurde als erstes Kind einer alteingesessenen Handwerkerfamilie im ostwestfälischen Altkreis Warburg geboren. Er schloss die Schule 1968 mit der Fachhochschulreife ab. Nach der Ableistung seines Wehrersatzdienstes und eines Berufspraktikumsjahres bei der Nixdorf Computer AG begann er in 1971 an der Universität Paderborn sein Studium der Betriebswirtschaft.
1974 begann seine berufliche Laufbahn als Dipl.-Betriebswirt in der Hauptverwaltung der Nixdorf Computer AG in Paderborn. Nach 10 Jahren unterschiedlicher Tätigkeiten im Bereich der Nixdorf-Unternehmenskommunikation übertrug ihm Heinz Nixdorf die Geschäftsführung der von ihm neu gegründeten Ahorn-Sportpark gGmbH, einer 100%igen Tochtergesellschaft der Stiftung Westfalen/Heinz Nixdorf Stiftung. Lenz baute den Ahorn-Sportpark mit auf und entwickelte ihn, mit jährlich über 500.000 Nutzern, zum größten multifunktionalen Sportzentrum in der Region.

## Sportler
Lenz war bereits als Jugendlicher in den Sportarten Leichtathletik, Tischtennis und Fußball wettkampfmäßig aktiv.
Seine Leidenschaft gehörte allerdings dem Fußballsport. So wechselte er im Sommer 1970 als talentierter Abwehrspieler von seinem Verein Sportfreunde Warburg 08 zum damaligen Bundesliga-Aufsteiger Arminia Bielefeld. Nach einem Lehrjahr als Vertragsamateur erfolgte im Frühjahr 1971 der Wechsel von Bielefeld nach Paderborn. Hier spielte er parallel zu seinem BWL-Studium zunächst beim damaligen TuS Sennelager bzw. dem Fusionsklub TuS Schloß Neuhaus in der drittklassigen Verbandsliga Westfalen. Nach fünf Spielzeiten spielte er dann noch eine Saison (1976/77) bei dessen Lokalrivalen 1. FC Paderborn. Mit 27 Jahren und nach insgesamt 143 Drittliga-Spielen hing er, zugunsten seiner beruflichen Karriere, die Fußballschuhe endgültig an den Nagel.
Danach blieb Lenz dem regionalen Sport u. a. weiter als aktiver Breiten-/Wettkampfsportler verbunden. Er spielte zunächst einige Jahre Tennis und dann Golf.

## Initiativen
- Initiator/Mitbegründer vom Arbeitskreis „Computermuseum“. Ziel sollte die Errichtung eines Computermuseums sein, das u. a. die Nixdorf-Sammlung sowie die Produktgeschichte der Nixdorf Computer AG umfasst, dem späteren HNF Heinz Nixdorf MuseumsForum
- Initiator/Mitbegründer Forum Paderborner Spitzensport
- Mitinitiator der Sonderausstellung „Computer.Sport – Technik die bewegt“[12]

## Engagement
- Von 1979 bis 2017 koordinierte Lenz ehrenamtlich die vielfältigen Nixdorf-Sportfördermaßnahmen und war sportfachlicher Berater des Vorstands der Stiftung Westfalen.
- Im Juni 1991 war er Initiator und Mitbegründer des ASC Paderborn. Als Vereinsvorsitzender führte er diesen im ersten Vierteljahrhundert seines Bestehens und entwickelte ihn dabei zu einem der größten Breitensportvereine Paderborns.
- Von 1999 bis 2006 führte Lenz als Präsident den Golfclub Bad Lippspringe[13]

## Ehrungen
- Die Stadt Paderborn würdigte am 10. Januar 2014 die langjährigen Leistungen als Berater, Förderer und Initiator in vielen Bereichen des Paderborner Sports und zeichnete ihn als Verdiente Persönlichkeit des Paderborner Sports aus.[14]
- Am 19. September 2016 würdigte der ASC Paderborn e.V. die Verdienste seines Gründungsmitglieds sowie die 25-jährige ehrenamtliche Vereinsvorsitzenden-Tätigkeit und ernannte Lenz gleichzeitig zum ASC-Ehrenmitglied.[15]

## Willi Lenz-Sportstiftung
Das Ehepaar Karin und Willi Lenz gründete am 26. April 2017 die Willi Lenz-Sportstiftung und fördert darüber den Paderborner Sport.